# Potamyia echigoensis
Potamyia echigoensis är en nattsländeart som först beskrevs av Tsuda 1949.  Potamyia echigoensis ingår i släktet Potamyia och familjen ryssjenattsländor. Inga underarter finns listade i Catalogue of Life.